# Saint Cecilia
Saint Cecilia é o terceiro EP da banda norte-americana de rock Foo Fighters, lançado em 23 de novembro de 2015.
Com cinco canções, o álbum foi distribuído digitalmente de forma gratuita em homenagem às vítimas dos ataques terroristas em Paris.
A música "Iron Rooster" contém a participação de Gary Clark Jr..

## Antecedentes e gravação
O EP de cinco músicas foi gravado em Austin, Texas, no Saint Cecilia Hotel, durante os dois finais de semana do festival Austin City Limits, em outubro de 2015. O projeto foi inicialmente concebido como um presente de "fim de turnê" para os fãs, a ser distribuído no final da turnê de Sonic Highways. No entanto, os ataques de novembro de 2015 em Paris acabaram interrompendo a turnê. Em vez disso, a banda lançou o EP gratuitamente na internet, em 23 de novembro de 2015. O lançamento, de acordo com o vocalista Dave Grohl, foi feito para "nos lembrar que música é vida".
Muitas das músicas e partes de músicas usadas no EP são de músicas não utilizadas que ficaram de fora de álbuns anteriores. A faixa "The Neverending Sigh" era originalmente conhecida pelo título "7 Corners", e foi originalmente escrita na época do álbum The Colour and the Shape.
Krist Novoselic, que já havia tocado com Grohl no Nirvana, descreveu Saint Cecilia como a "declaração do Foo Fighters de que eles são a maior banda de rock do mundo". Novoselic também disse que "Saint Cecilia é um rock mais direto e muito bem feito", e continuou dizendo que "fui ao último show do Foo no Moda Center em Portland e eles arrasaram com a casa lotada. Eu adoro o baterista Matt Sorum. No entanto, ele está muito errado em sua declaração sobre o perigo e a falta dele nos Foo's. Antes de mais nada, eu sei o que é perigo no rock. Eu era o baixista do Flipper - e sobrevivi! Veja uma banda como o Queen, que era totalmente rock. Eles eram muito mais elegantes do que perigosos. O Queen sabe como agitar um estádio. Os Foo Fighters também, e você ouvirá muito rock no Saint Cecilia".

## Faixas
| N.º            | Título                 | Duração |  |
| 1.             | "Saint Cecilia"        | 3:40    |  |
| 2.             | "Sean"                 | 2:11    |  |
| 3.             | "Savior Breath"        | 3:11    |  |
| 4.             | "Iron Rooster"         | 4:11    |  |
| 5.             | "The Neverending Sigh" | 4:45    |  |
| Duração total: | Duração total:         | 18:00   |  |

## Desempenho comercial
| Parada (2015–16)                                        | Melhor posição |
| ------------------------------------------------------- | -------------- |
| Bélgica (Ultratip Bubbling Under de Flandres)           | 32             |
| Canadá (Billboard Rock)                                 | 2              |
| Finlândia (Radiosoittolista Airplay)                    | 82             |
| Spain Physical Singles (PROMUSICAE)                     | 1              |
| Reino Unido (OCC UK Rock and Metal)                     | 12             |
| Estados Unidos (Billboard Hot Rock & Alternative Songs) | 33             |
| Estados Unidos (Billboard Rock Airplay)                 | 6              |
| Estados Unidos (Billboard Alternative Airplay)          | 12             |
| Estados Unidos (Billboard Mainstream Rock)              | 3              |

| Parada (2016)                           | Melhor posição |
| --------------------------------------- | -------------- |
| Áustria (Ö3 Austria Top 40)             | 63             |
| Bélgica (Ultratop Flandres)             | 74             |
| Escócia (Official Scottish Albums)      | 20             |
| Reino Unido (UK Albums Chart)           | 35             |
| UK Vinyl Albums (OCC)                   | 1              |
| UK Physical Albums (OCC)                | 20             |
| UK Album Sales (OCC)                    | 26             |
| Estados Unidos (Billboard 200)          | 117            |
| Estados Unidos (Top Rock Albums)        | 16             |
| Estados Unidos (Top Hard Rock Albums)   | 4              |
| Estados Unidos (Top Alternative Albums) | 12             |
| Estados Unidos (Top Tastemaker Albums)  | 9              |
| US Album Sales (Physical) (Billboard)   | 54             |
| US Vinyl Albums (Billboard)             | 2              |

## Ficha técnica
- Dave Grohl – vocais, guitarra
- Pat Smear – guitarra
- Nate Mendel – baixo
- Taylor Hawkins – bateria, vocal de apoio, percussão
- Chris Shiflett – guitarra, vocal de apoio

Músicos convidados
- Rami Jaffee – teclado
- Ben Kweller – vocais de apoio em "Saint Cecilia"
- Gary Clark Jr. – guitarra em "Iron Rooster"